# Ivanna Sachno
Ivanna Anatoliïvna Sachno (in ucraino Іванна Анатоліївна Сахно?; Kiev, 14 novembre 1997) è un'attrice ucraina, conosciuta per i suoi ruoli di Viktorija nel film di fantascienza Pacific Rim - La rivolta e della sicaria Nadežda nella commedia Il tuo ex non muore mai, entrambi del 2018.

## Biografia
Nata a Kiev nel 1997 in una famiglia di registi, ha un fratello di nome Taras. Il suo sogno di recitare è iniziato quando nel 2004 ha visto il film Il favoloso mondo di Amélie. All'età di 13 anni ha lasciato l'Ucraina per studiare inglese a Vancouver, in Canada. È stato qui che, in un casting, è stata scoperta da Janet Hirshenson e Jane Jenkins.
Si è trasferita negli Stati Uniti nel 2013, stabilendosi a Hollywood per intraprendere la carriera di attrice, studiando alla Beverly Hills High School e successivamente al Lee Strasberg Theatre and Film Institute, lavorando con Ivana Chubbuck. La sua prima apparizione televisiva è stata nella serie Lesja + Roma (un adattamento ucraino della sitcom Un gars, une fille) e il suo primo ruolo in un lungometraggio è stato quello di Milks nel film biografico Ivan Syla. Il suo primo ruolo importante a Hollywood è stato nel thriller di Thomas Dunn del 2016 The Body Tree.
Al Festival di Cannes del 2015 ha espresso il suo sostegno ai prigionieri politici ucraini detenuti dalle autorità della Federazione Russa.

## Filmografia

### Cinema
- Ivan Syla, regia di Viktor Andrienko e Igor Pismennyy (2013)
- The Body Tree, regia di Thomas Dunn (2016)
- Can't Take It Back, regia di Tim Shechmeister (2017)
- Pacific Rim - La rivolta (Pacific Rim: Uprising), regia di Steven S. DeKnight (2018)
- Il tuo ex non muore mai (The Spy Who Dumped Me), regia di Susanna Fogel (2018)
- Let It Snow, regia di Stanislav Kapralov (2020)
- M3GAN 2.0, regia di Gerard Johnstone (2025)

### Televisione
- Lesya + Roma – serie TV (2005)
- Zhenskie slyozy, regia di Galina Kuvivchak-Sakhno – film TV (2006)
- Uchitel muzyki, regia di Galina Kuvivchak-Sakhno – film TV (2008)
- Muzhchina dlya zhizni, ili Na brak ne pretenduyu, regia di Galina Kuvivchak-Sakhno – film TV (2008)
- Kontrakt, regia di Vira Yakovenko – film TV (2009)
- Veskoe osnovanie dlya ubiystva, regia di Mark Gorobets – film TV (2009)
- Babye leto – serie TV (2011)
- Frodya – miniserie TV (2013)
- Chornyi Tsvetok – miniserie TV, 3 episodi (2016)
- High Fidelity – serie TV, 2 episodi (2020)
- The Reunion (La Jeune Fille et la Nuit), regia di Bill Eagles – miniserie TV (2022)
- Ahsoka – serie TV, 7 episodi (2023)

## Doppiatrici italiane
Nelle versioni in italiano delle opere in cui ha recitato, Ivanna Sachno è stata doppiata da:
- Emanuela Ionica in Pacific Rim - La rivolta
- Valentina Favazza ne Il tuo ex non muore mai
- Valentina Mari in High Fidelity
- Anna Laviola in Ahsoka
- Joy Saltarelli in The Reunion
- Lucrezia Marricchi in M3GAN 2.0